# ولهلم ليمبروك
ولهلم ليمبروك (بالألمانية: Wilhelm Lehmbruck) (1298-1337هـ/1881-1919م) هو نحّات ألماني. يُعتبر أحد أبرز وجوه المدرسة التعبيرية الألمانية.

## معرض الصور

„Schlaf“ (1907)
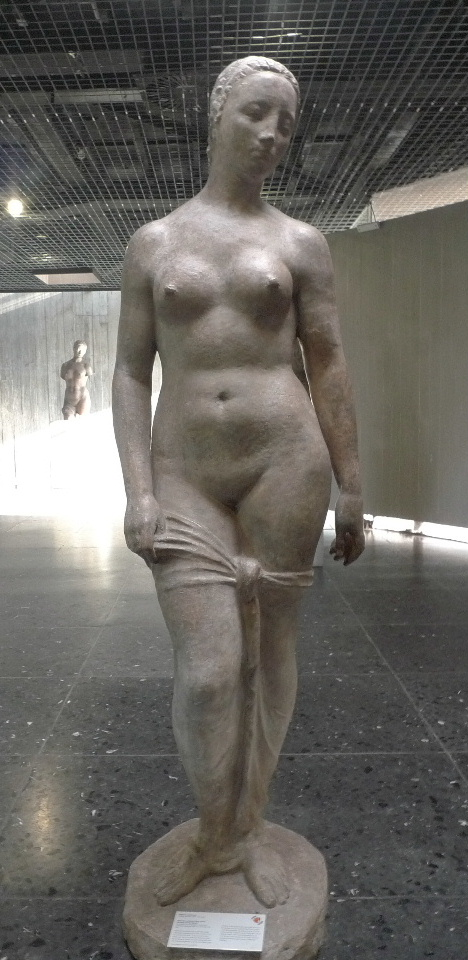
„Stehende weibliche Figur“ (1910)
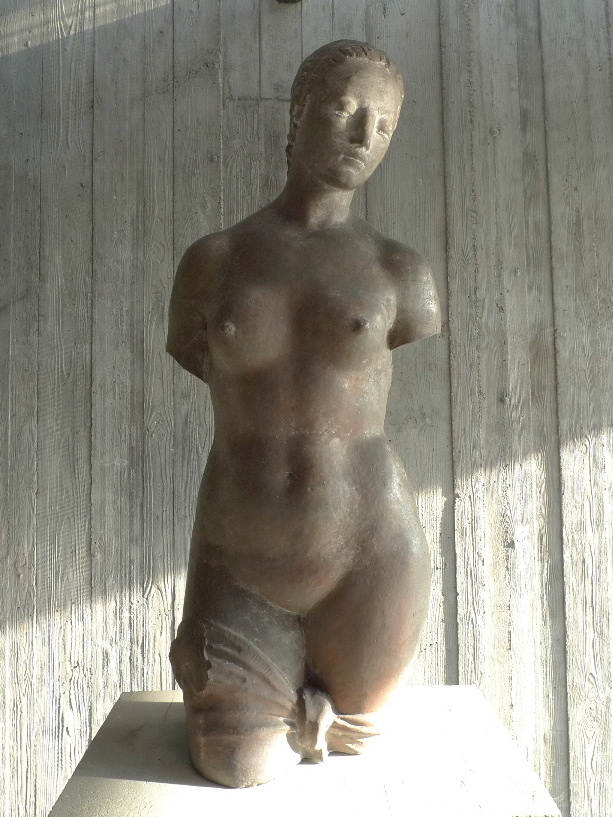
„Weiblicher Torso ( Torso der Großen Stehenden)“ (1910)
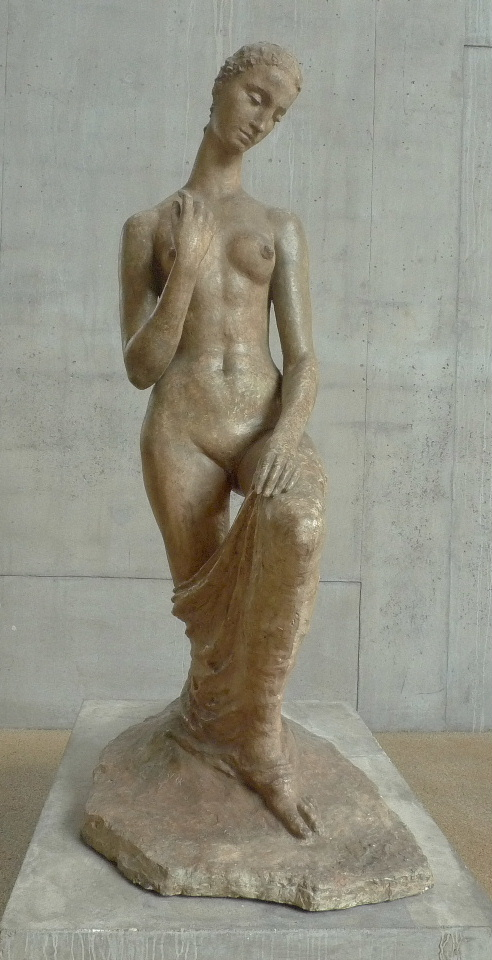
„Kniende“ (1911)
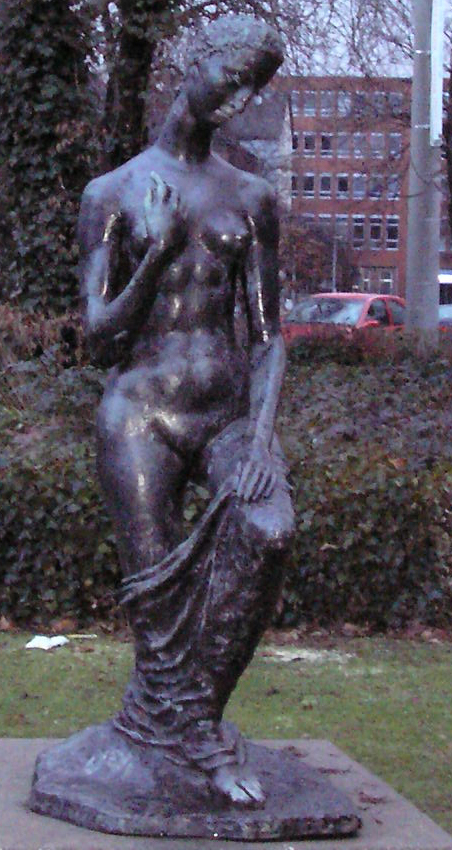
„Kniende“ (1911? - Bronze)
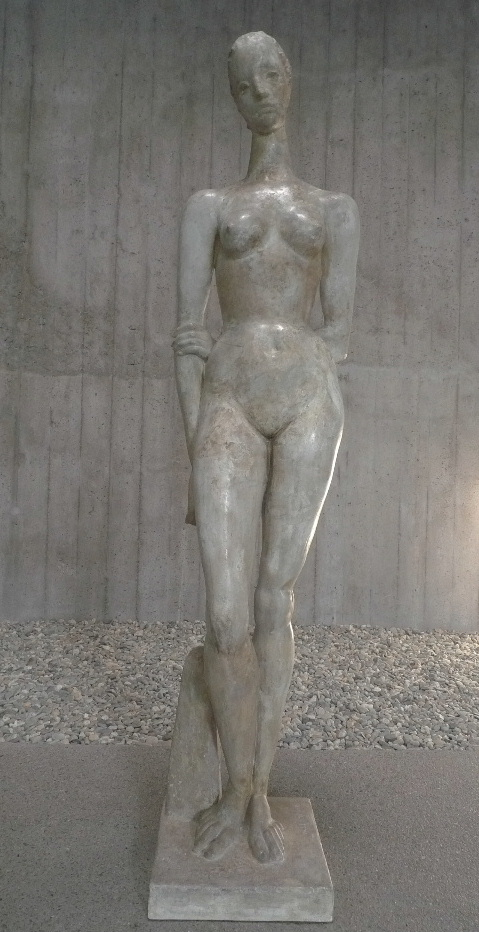
„Große Sinnende“ (1913)
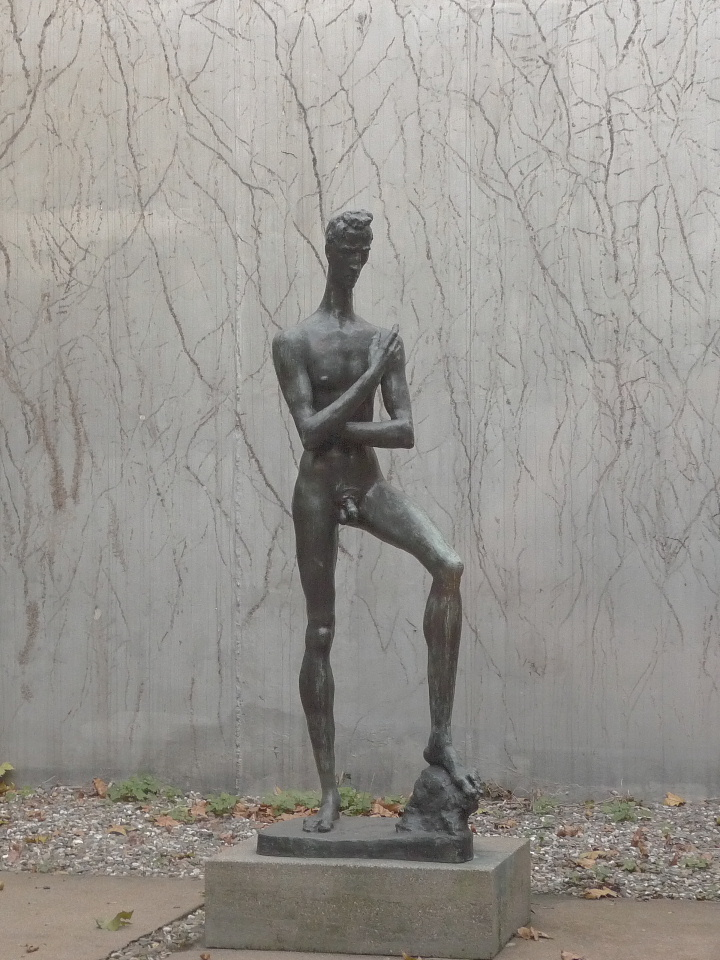
„Emporsteigender Jüngling“ (1913)
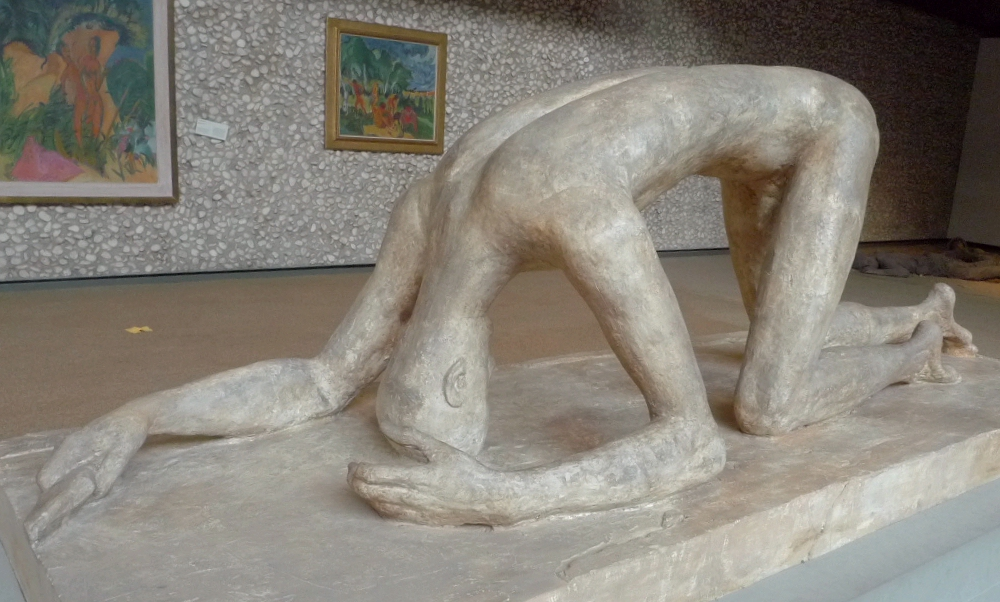
„Der Gestürzte“ (1915/16)
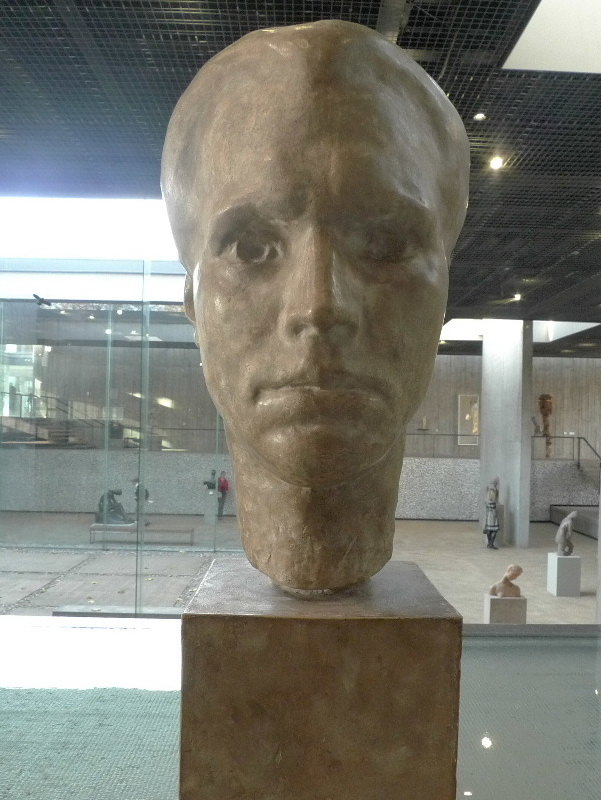
„Porträtkopf Fritz von Unruh“ (1918)

## روابط خارجية
- ولهلم ليمبروك على موقع الموسوعة البريطانية (الإنجليزية)